# Hélène Bessette
Pour les articles homonymes, voir Bessette.
Hélène Bessette, née le 31 août 1918 à  Levallois-Perret et morte le 10 octobre 2000 au Mans, est une romancière et dramaturge française. Malgré le soutien que lui apportèrent de grands écrivains durant sa vie — comme Raymond Queneau et Marguerite Duras, entre autres — elle n'obtient pas de réelle reconnaissance, et est restée très peu lue. 
Presque intégralement publiée chez Gallimard de son vivant, son œuvre est redécouverte après sa mort par Laure Limongi. Ses textes sont aujourd'hui réédités aux éditions Léo Scheer et au Nouvel Attila. Ses archives sont conservées à l'IMEC.

## Biographie
Fille d'une parfumeuse divorcée d'un chauffeur de taxi, Hélène Bessette est institutrice, à Roubaix, à Saint-Prest et à Saint-Georges-sur-Eure, après un séjour en Nouvelle-Calédonie, où elle était partie trois ans avec son mari pasteur, décidé à évangéliser l'île. Fin 1948, elle quitte son mari et ses enfants et va s'installer à Sydney. Son mari demande le divorce. Elle revient en France en 1949 avec l'un de ses fils, l'autre ayant été confié au père. Installée à Roubaix dans une petite chambre d'hôtel, elle se met à écrire. En quatre ans, cinq manuscrits sont rédigés. L'ethnologue Maurice Leenhardt, qui l'avait repérée alors qu'elle écrivait pour un journal protestant en Nouvelle-Calédonie, parle d'elle à l'écrivain Michel Leiris, lequel fait de même avec Raymond Queneau. Conquis, ce dernier lui fait signer un contrat le 4 décembre 1952 chez Gallimard, pour dix livres à venir.
Entre 1953 et 1973, Hélène Bessette publie treize romans chez Gallimard, et en écrit d'autres restés non publiés. Elle obtient le prix Cazes de la brasserie Lipp pour son premier livre, Lili pleure, en 1954, qui raconte l'histoire d'une femme empêchée dans ses amours par sa mère. Ses autres romans sont régulièrement retenus sur les listes du prix Goncourt, dont Queneau est membre de l'académie.
Son roman Les Petites Lilshart est une version remaniée des Petites Lecocq, qui avait été retiré de la vente en 1956 après un procès pour outrage aux bonnes mœurs et diffamation. Le livre raconte l'éveil sentimental et sexuel de deux sœurs d'une famille bourgeoise ; une ancienne camarade  s'était reconnue. Ce livre était accessible au grand public mais les suites judiciaires ont marqué Hélène Bessette et ont pu la pousser à se réfugier dans une littérature plus exigeante, note Le Monde. Elle publie également une pièce de théâtre, au Manteau d'Arlequin.
Elle peut être considérée comme l’une des pionnières du « roman poétique ». Son œuvre est présentée par Le Monde comme « âpre et compliquée » mais qui peut être appréciée pour « sa radicalité, son originalité, son inventivité, sa musicalité ». Les thèmes qu'elle aborde vont par ailleurs à contre-courant de l'optimisme et du consumérisme bourgeois des Trente Glorieuses, par exemple dans La Tour (1959), où elle s'en prend à la société de consommation. « Elle parle de sexualité, de violences familiales, de classes sociales, d’argent, elle parle des tromperies, des lâchetés, des hommes, des femmes, de leurs liens qui se tissent et se défont ». 
Animée par un besoin irrépressible de liberté et revendiquant un roman dégagé de la tradition littéraire, elle fonde en 1959 le Gang du Roman Poétique, mais il s'agit d'une entreprise solitaire la maintenant à l'écart des grands réseaux littéraires. Dix ans plus tard, elle imprime à ses frais un manifeste intitulé Les Résumés, texte pamphlétaire dans lequel elle soutient avant tout des valeurs spirituelles, contre les théories littéraires. Selon Yoann Thommerel, son écriture personnelle, novatrice, conjugue des impératifs du roman traditionnel, histoire et personnage, avec des caractéristiques issues de la poésie : « Attention aiguë à la rythmicité et à la musicalité de la langue, disposition des mots sur la page, retours à la ligne, excentricités typographiques, motifs répétitifs... ».

« La littérature vivante pour moi, pour le moment, c’est Hélène Bessette, personne d’autre en France. »

— Marguerite Duras
Bien que soutenue et admirée par des écrivains comme Marguerite Duras, Nathalie Sarraute, Simone de Beauvoir ou Dominique Aury, et par les critiques Alain Bosquet et Claude Mauriac, elle reste cependant méconnue du grand public qui n'achète pas ses œuvres. Au total, seuls quelques milliers de livres seront vendus au cours de sa carrière, la plupart des ouvrages plafonnant à 500 exemplaires. Queneau, qui l'avait pourtant soutenue, lui donne alors ce terrible conseil, qu'elle ne suivra pas : « Il ne faut plus écrire ».
Elle démissionne de l'Éducation nationale en 1962 pour se consacrer entièrement à l’écriture. Elle n'aimait pas ce métier, entretenant des rapports houleux avec sa hiérarchie et les parents d'élèves, ce dont témoigne maternA (1955), un livre acerbe sur l'école maternelle et les adultes qui y gravitent (enseignants, parents). Connaissant une situation financière difficile, elle enchaîne ensuite les petits métiers (« gouvernante à Londres, garde-malade en Suisse, concierge dans un temple protestant, femme de ménage, ouvrière »). Queneau sollicite le ministre des Affaires culturelles André Malraux. Elle obtient des aides et des bourses pour subsister.
Racontant la vie d'une domestique, « demi-vivante en demi-vie », ignorée, rabaissée par ses patrons jusqu'à sa mort dans un accident de la circulation, Ida ou le délire (1973) est son dernier roman publié de son vivant. Ses manuscrits suivants seront tous refusés, en raison de la médiocrité des ventes réalisées par les précédents. Recluse à Niort, puis au Mans, elle ne veut plus voir personne, mais ne cessera jamais d'écrire. À la fin de sa vie, elle travaille à son autobiographie, On ne vit que deux fois, publiée de façon posthume en 2018. À la fin des années 1990, elle écrit un texte poétique, Élégie pour une jeune fille en noir (exhumé et publié en 2021 par Nous), long poème mélancolique, dédié à sa grande sœur Adrienne qu'elle croyait décédée. Le thème de la mort associé à des substitutions de personnes, présent dans plusieurs de ses derniers écrits, y tient une place centrale.
« Emportée par la folie à la fin de sa vie », selon l'expression du journaliste Luc Bronner, elle meurt en 2000 dans l'anonymat. Dans les années qui suivent, Julien Doussinault élabore, sous la direction d'Henri Godard et Jean-Yves Tadié un mémoire de DEA sur l'œuvre d'Hélène Bessette. En 2006, sous l'impulsion de Laure Limongi des Éditions Léo Scheer, Julien Doussinault reprend le texte de son mémoire et en tire une biographie publiée en 2008. Il travaille notamment sur les archives que gardaient ses deux fils, Éric et Patrick (désormais conservées à l'Institut mémoires de l'édition contemporaine). Ce dernier explique : « Je l'appelle l’inventeur d’Hélène Bessette, parce que sans lui, elle aurait été complètement oubliée ».
Gallimard rend ses droits aux héritiers. En 2006, la collection Laureli (dirigée par Laure Limongi, qui avait découvert l'écrivaine de façon impromptue dix ans plus tôt), aux Éditions Léo Scheer, réédite ses livres,,,, ainsi que des inédits. En 2011, le flambeau est repris par Le Nouvel Attila, qui réédite (ou édite) à partir de 2017 Vingt minutes de Silence (2017), Garance Rose (2017), On ne vit que deux fois (2018), Ida (2018), Histoire du chien (2018), La Grande Balade (2019), Lili pleure (2020), La Tour (2021).
Elle est également traduite en italien (Venti minuti di silenzio, Lili, Ida o il delirio, La rottura), allemand (Ist Ihnen nicht kalt, Ida oder das Delirium) et espagnol (Ida, Veinte minutos de silencio).

## Œuvres

### Romans
- Lili pleure, Gallimard, 1953
- MaternA, Gallimard, 1954 ; rééd., Éditions Léo Scheer, coll. « Laureli », 2007[13]
- Vingt minutes de silence, Gallimard, 1955 ; rééd. Le Nouvel Attila, coll. « Othello », 2017 ; rééd. Éditions Points, 2023
- Les Petites Lecocq, Gallimard, 1955.
- La Tour, Gallimard, 1959 ; rééd. avec une postface de Noëlle Renaude, Éditions Léo Scheer, coll. « Laureli », 2010
- La Route bleue, Gallimard, 1960
- La Grande Balade, Gallimard, 1961
- N'avez-vous pas froid, Gallimard, 1963. Réed, Éditions Léo Scheer, coll. « Laureli », 2011
- Si, Gallimard, 1964; réédition, Léo Scheer, coll. « Laureli », 2012
- Suite suisse, Gallimard, 1965 ; rééd. avec une postface de Florence Giorgetti et Robert Cantarella, Éditions Léo Scheer, coll. « Laureli », 2008[14]
- Garance Rose, Gallimard, 1965 ; rééd. Le Nouvel Attila, coll. « Othello », 2017
- Les Petites Lilshart, Gallimard, 1967
- Ida ou le Délire, Gallimard, 1973 ; rééd. suivie de Le Résumé, Éditions Léo Scheer, coll. « Laureli », 2009[15]; rééd. Éditions Points, coll. « Signatures », 2020
- Le Bonheur de la nuit, avec une postface de Bernard Noël, Éditions Léo Scheer, coll. « Laureli », 2006[16]
- On ne vit que deux fois, Le Nouvel Attila, coll. « Othello », 2018

### Théâtre
- Le Divorce interrompu, Gallimard, coll. « Le manteau d'Arlequin », 1968

### Essais
- Les Résumés (édités à compte d'auteur en 1969), préface de Julien Doussinault, Le Nouvel Attila, coll. « Othello », 2022

### Poésie
- Élégie pour une jeune fille en noir, établi et présenté par Yoann Thommerel, Nous, 2021

## Sources
- Présentation de l'auteur sur le site des Éditions Léo Scheer
- « Hélène Bessette sur Sitarmag »(Archive.org • Wikiwix • Archive.is • Google • Que faire ?)
- « Hélène Bessette », sur la base de données des personnalités vaudoises sur la plateforme « Patrinum » de la Bibliothèque cantonale et universitaire de Lausanne.
- Le Matricule des Anges : Le Bonheur de la nuit - Hélène Bessette
- Revue de presse : Hélène Bessette - laureli
- Hélène Bessette